# Balance gyroscopique
Pour les articles homonymes, voir balance.
Une balance gyroscopique est un dispositif expérimental permettant de mettre en évidence les propriétés mécaniques d'un gyroscope. En particulier, elle permet de vérifier que, lorsque la vitesse de rotation propre du gyroscope est élevée, la vitesse de précession qui l'anime est directement proportionnelle au poids (cf. le mouvement de Lagrange de la toupie). Une réalisation historique est la balance gyroscopique de Fessel et Pluecker datant du XIXe siècle.

## Pour approfondir
Le travail de master de Daniel Santiago Lemus Perez (Université de Los Andes-Colombie) apporte un nouvel éclairage sur la tendance croissante au développement de robotique portable pour la réadaptation et l'augmentation humaine. le de l'équilibre des cibles marily. Pour un large éventail de bénéficiaires de physiothérapie, handicapés L’équilibre, plutôt qu’un manque de force musculaire, est le principal obstacle à la récupération fonctionnelle. couverture. Récemment, Daniel Lemus proposé et réalisé un nouveau dispositif robotique portable, le GyBAR, capable d'aider à l'équilibre en position debout et en marchant sans obstruer le membres inférieurs: Sa thèse présente une étude sur faisabilité des gyroscopes à moment de contrôle (CMG) en tant que dispositifs portables pour l'assistance à l'équilibre .